# OUT WORKS & COLLABORATION BEST
《OUT WORKS & COLLABORATION BEST》於2009年3月25日發行之日本歌手倖田來未的首張合作精選輯。

## 附註
- 本精選輯離上張於2007年3月14日發行的《BEST 〜BOUNCE & LOVERS〜》相隔約2年。同時，首張混音精選輯《Koda Kumi Driving Hit's》也在同日發行。

- 本專輯收錄16首合作歌曲，在加上2006年的數位配信限定作品（於本次音源首度CD化的「Get It On」）收錄共17曲。

- 未有台壓版本發行

## 曲目
1. Get It On
2. the meaning of peace（和平真諦） / 倖田來未 & BoA
3. SWITCH feat. 倖田來未&Heartsdales
4. Heat feat. MEGARYU
12th單曲「Chase」的B面曲。
5. It's a small world / 倖田來未 & Heartsdales
電影『環遊世界八十天』主題歌。
4th專輯 『secret 倖感機密』收錄曲(初回盤限定)。
6. Just Go / JHETT a.k.a. YAKKO for AQUARIUS feat. KODA KUMI
7. Hot Stuff feat. KM-MARKIT
15th單曲。
8. Rainy Day / KM-MARKIT feat. 倖田來未
KM-MARKIT的專輯『VIVID』收錄曲。
9. Super Sonic / 倖田來未 & D.I.
原聲帶專輯 『DAIS presents 573 original compilation KONAMI HANABI』收錄曲目。
10. Candy feat.Mr. Blistah
25th單曲。
11. XXX / SOULHEAD feat. 倖田來未
SOULHEAD的11th單曲。
12. KAMEN feat.石井竜也
28th單曲。
13. JOY -meets Koda Kumi-
TRF的專輯『Lif-e-Motions』・DISC2收錄曲。
14. WON'T BE LONG / EXILE & 倖田來未
15. Simple & Lovely / m-flo ♥ 倖田來未
m-flo的專輯 『COSMICOLOR』收錄曲。
16. LAST ANGEL feat.東方神起
38th單曲。
17. That Ain't Cool / 倖田來未 feat. Fergie
40th單曲｢MOON｣收錄曲。